# Équipe de Roumanie féminine de basket-ball à trois
Cet article traite de l'équipe féminine de basket-ball à trois. Pour l'équipe masculine de basket-ball à trois, voir Équipe de Roumanie masculine de basket-ball à trois.
Maillots
L’équipe de Roumanie de basket-ball à trois est la sélection qui représente la Roumanie dans les compétitions internationales féminines de basket-ball à trois,.

## Histoire

### 2021
L'équipe de Roumanie se qualifie se qualifie pour les Jeux olympiques de Tokyo au tournoi de qualification olympique de Graz (Autriche) qui a lieu du 26 au 30 mai 2021.

## Palmarès et résultats

### Palmarès
| Compétitions mondiales                             | Compétitions continentales           |
| -------------------------------------------------- | ------------------------------------ |
| - Jeux olympiques - Néant - Coupe du monde - Néant | - Coupe d'Europe - Finaliste en 2016 |

### Parcours en compétitions internationales

#### Jeux olympiques
| Année | Position      |      | Année | Position |
| 2020  | 7e            | 2028 | -     |          |
| 2024  | Non qualifiée | 2032 | -     |          |

#### Coupe du monde
| Année | Position      |              | Année | Position |
| 2012  | 17e           | 2019         | 7e    |          |
| 2014  | 5e            | 2022         | 17e   |          |
| 2016  | 14e           | 2023         | 20e   |          |
| 2017  | Non qualifiée | Pays inconnu |       |          |
| 2018  | Non qualifiée | Pays inconnu |       |          |

#### Coupe d'Europe
| Année | Position  |      | Année         | Position     |   | Année | Position |
| 2014  | 6e        | 2021 | 8e            | 2026         | - |       |          |
| 2016  | Finaliste | 2022 | 12e           | Pays inconnu | - |       |          |
| 2017  | 10e       | 2023 | Non qualifiée | Pays inconnu | - |       |          |
| 2018  | 5e        | 2024 | 12e           | Pays inconnu | - |       |          |
| 2019  | 10e       | 2025 | -             | Pays inconnu | - |       |          |